# Římskokatolická farnost Jablonec u Mimoně
Římskokatolická farnost Jablonec u Mimoně je církevní správní jednotka sdružující římské katolíky na území městské části Jabloneček (dříve něm. Gablonz bei Niemes) a v jejím okolí. Organizačně spadá do českolipského vikariátu, který je jedním z 10 vikariátů litoměřické diecéze.

## Historie farnosti
Matriky jsou v místě vedeny od roku 1735. V někdejším Gablonz bei Niemes byla roku 1786 zřízena lokálie, která byla povýšena roku 1849 na samostatnou farnost. Po roce 1945 bylo území farnosti zahrnuto do Vojenského prostoru Ralsko. Budovy v obci byly postupně zbořeny. Poslední bohoslužba ve farním kostele se konala 8. září 1947, a po roce 1949 byl zbořen i kostel. Farnost na začátku 21. století existuje víceméně formálně, a je administrována excurrendo z Mimoně.

### Duchovní správcové vedoucí farnost
Začátek působnosti jmenovaného v duchovní správě farnosti od:
- Albertus, † 1369
- 1369 Sidonius
- 1378 Vicemil ze Sv. Pole
- Sidonius
- 1382 Petrus
- 1389 Petrus Zubník
- 1389 Bohunek, † 1396
- 1396 Wenceslaus Varvort
- 1407 Wenceslaus, probošt špitálu v Mimoni
- 1785 cap. loc. Jos. Weber, † 5. 6. 1800
- 1800 cap. loc. Jos. Stohwasser, n. 3. 2. 1751 Therm. Carolin., o. 1. 4. 1775, † 11. 6. 1829
- 1803 cap. loc. Jos. Walter, † 29. 9. 1807
- 1808 cap. loc. vacat
- 1808 cap. loc. Jos. Liebscher, n. 4. 8. 1779 Moldau, o. 8. 9. 1804, † 26. 2. 1837
- 1818 cap. loc. vacat
- 1819 cap. loc. Franc. Neuber, n. 4. 10. 1781 Obergeorgenth, o. 8. 9. 1805, † 28. 1. 1855
- 1820 cap. loc. vacat
- 1821 cap. loc. Franc. Lustinetz, n. 9. 11. 1787 Nemausens. o. 9. 8. 1811, † 21. 12. 1866
- 1827 cap. loc. vacat
- 1827 cap. loc. Jos. Strnad, n. 24. 2. 1793 Bozkov, o. 24. 3. 1816, † 16. 4. 1877
- 1834 cap. loc. Jos. Burianek, n. 6. 9. 1797 Loukov, o. 14. 8. 1821, † 10. 5. 1872
- 1838 cap. loc. Vinc. Kubath, n. 6. 4. 1799 Gablonz, o. 4. 9. 1827, † 6. 2. 1859
- 1839 cap. loc. Jos. Kaun, n. 19. 1. 1795 Reichen, o. 24. 8. 1819, † 18. 9. 1857
- 1851 proto-par. (1. farář) Jos. Kaun, n. 19. 1. 1795 Reichen, o. 24. 8. 1819, † 18. 9. 1857
- 1856 par. vacat, admin. Guil. Ullrich
- 1857 Jos. Rechziegel, n. 22. 2. 1814 Slavikov. o. 20. 8. 1837, † 28. 7. 1893
- 1879 Joann. Bernard, n. 21. 3. 1846 Modšice, o. 23. 7. 1870, † 4. 7. 1906
- 1885 Franc. Jina, n. 5. 12. 1847 Potrosovice, o. 19. 7. 1873, † 31. 12. 1911
- 1891 par. vacat, admin. int. Joann. Bečka
- 1892 Joann. Bečka, n. 11. 11. 1854 Mokrý, o. 20. 7. 1880, † 22. 3. 1913
- 1910 Adalbert (Vojtěch) Bilý, n. 22. 2. 1874 Lužnice, o. 10. 7. 1898, † 19. 5. 1944
- 1933 Herm. Parton, n. 5. 4. 1897 Hohenstein, o. 1. 7. 1923, † 31. 5. 1941
- 15. 4. 1941 Joann. Böhm, n. 3. 9. 1908 Prag., o. 24. 6. 1934, † 20. 12. 1979
- 1947-1990 duchovní činnost farnosti pozastavena – vojenský prostor
- 1990 Václav Horniak, SVD
- 1. 8. 1994 Štefan Bednár
- 15. 10. 1994 Tomáš Kuba
- 13. 11. 2007 Václav Horniak, SVD; admin. exc. z Mimoně, 6. 2. 2019 – 31. 12. 2019 admin. exc. in spiritualibus z Mimoně
- 6. 2. 2019 Richard Cenker, SVD; admin. exc. in materialibus; od 1. 1. 2020 admin. exc. z Mimoně[2]

Kromě kněží stojících v čele farnosti, působili ve farnosti v průběhu její historie i jiní kněží. Většinou pracovali jako farní vikáři, kaplani, katecheté, výpomocní duchovní aj.

## Území farnosti
Do farnosti náleží území těchto obcí (v závorce je kurzívou uveden německý název lokality ve farnosti do roku 1945):
- Jabloneček, dříve Jablonec (Gablonz bei Niemes)
- Dolní Okna (Heide)
- Chlum
- Kostřice (Kosteřitz, Kosterzitz)
- Kracmanov (Kratzdorf)
- Křída (Kridai)
- Nový Mlýn (Neumühl)
- Okna (Woken)
- Olšina (Wolschen)
- Proseč (Proschwitz)
- Prosíčka
- Pytlíkovský Mlýn (Sagemühl)
- Zbynsko (Pinzkei)

## Římskokatolické sakrální stavby na území farnosti
| 1. | Kostel Narození Panny Marie | Jabloneček | 50°36′18″ s. š., 14°52′53″ v. d. | zbořený farní kostel |
| 2. | Kaple Nejsvětější Trojice   | Okna       | 50°37′26″ s. š., 14°51′21″ v. d. | zbořená kaple        |
| 3. | Kaple sv. Floriána          | Olšina     | 50°37′44″ s. š., 14°52′44″ v. d. | zbořená kaple        |
| Některé drobné sakrální stavby a pamětihodnosti lze dohledat zde v databázi Drobné sakrální památky Zaniklé sakrální stavby lze dohledat zde v databázi Poškozené a zničené kostely, kaple a synagogy v České republice |                             |            |                                  |                      |

Ve farnosti se mohou nacházet i další drobné sakrální stavby, místa římskokatolického kultu a pamětihodnosti, které neobsahuje tato tabulka.

## Příslušnost k farnímu obvodu
Z důvodu efektivity duchovní správy byl vytvořen farní obvod (kolatura) farnosti Mimoň, jehož součástí je i farnost Jablonec u Mimoně, která je tak spravována excurrendo. Přehled těchto kolatur je v tabulce farních obvodů českolipského vikariátu.